# Bopyrione synalphei
Bopyrione synalphei är en kräftdjursart som beskrevs av Roland Bourdon och John C. Markham 1980. Bopyrione synalphei ingår i släktet Bopyrione och familjen Bopyridae.
Artens utbredningsområde är Mexikanska golfen. Inga underarter finns listade i Catalogue of Life.